# Spime
Spime è un neologismo che indica un oggetto - al momento teorico - che può essere rintracciato attraverso lo spazio e il tempo per tutta la durata della sua esistenza. Spime nome di questo concetto è stato coniato dallo scrittore Bruce Sterling. Sterling vede lo spime come proveniente dalla convergenza di sei tecnologie emergenti, legate al processo di produzione di beni di consumo, rintracciabili attraverso l'identificazione e le tecnologie di localizzazione.
Le sei facce di spime sono:
1. Piccolo, economico, identificabile ed individuabile in maniera inequivocabile sulle piccole distanze; in altre parole, radio-frequency identification.
2. Un meccanismo per individuare qualunque oggetto sulla Terra, con il sistema global-positioning system.
3. Un sistema per estrarre dati, grandi quantità di dati, relativamente a cose che rispondono a determinati criteri, come i motori di ricerca su internet.
4. Strumenti per costruire praticamente quasi ogni tipo di oggetto; computer-aided design.
5. Modo di trasformare rapidamente un prototipo virtuale in un oggetto reale. Sofisticata, fabbricazione automatica di una specifica per un oggetto, tramite "stampa tridimensionale."
6. Dalla “progettazione dal nulla” all'intera vita di un oggetto. Economico, completamente riciclabile.

Con tutte queste condizioni, si può tracciare l'intera esistenza di un oggetto, da prima che venga realizzato (sua virtuale rappresentazione), attraverso la sua manifattura, la storia del suo possessore, la sua collocazione fisica, fino all'eventuale obsolescenza e rottamazione in materiale da usare per la produzione di un nuovo oggetto. Se registrata, la vita dell'oggetto può essere archiviata e quindi rivista.
Gli spime non sono definiti solo da queste sei tecnologie, ma piuttosto, queste tecnologie convergono all'interno del processo di produzione (CAD e produzione automatizzata sono già ampiamente utilizzati nella produzione di molti oggetti oggi e i RFID stanno diventando sempre più prevalenti nei beni di consumo) dal quale gli spime potrebbero nascere.

## Cos'è un “oggetto?”
L'uso del termine “oggetto” può sembrare astruso e generico. Per esemplificare cosa possa essere un oggetto nel contesto di spime, si consideri un paio di scarpe. Una scarpa può essere pensata come un oggetto nel ciclo produttivo; esiste prima una specifica digitale di una scarpa, poi le materie prime sono raccolte e assemblate a formare la scarpa, un RFID può essere incorporato nei materiali, e poi la calzatura viene venduta. La posizione e la ricerca di questa scarpa può essere fatta chiedendo ad un motore di ricerca, tramite un computer, "dove sono le mie scarpe?". Al che la risposta potrebbe essere "sono sotto il letto", che unirebbe l'identificazione, la posizione e i database (che collegano le scarpe alla vostra proprietà di esse). Una volta che le suole si saranno usurate, le scarpe possono essere inviate al produttore, che le trasformerà di nuovo in materie prime che potrebbero essere utilizzate per fabbricare un nuovo paio di scarpe per voi.
Il termine Spime è stato usato per la prima volta in un grande evento pubblico da Sterling al SIGGRAPH di Los Angeles nell'agosto del 2004. L'idea venne successivamente sviluppata in Shaping Things.